# Star Trek VI: Tărâmul nedescoperit
Star Trek VI: Tărâmul nedescoperit (Star Trek VI: The Undiscovered Country) este un film american științifico-fantastic din 1991 realizat de Paramount Pictures. Este al șaselea film din seria de filme artistice Star Trek și o continuare a seriei TV din 1966–1969 Star Trek. Având loc după evenimentele din Star Trek V: Ultima frontieră, este ultimul film care prezintă întreaga distribuție a seriei originale. După distrugerea lunii klingoniene Praxis, Imperiul Klingonian încearcă să negocieze pacea cu adversarul său de lungă durată, Federația, iar echipajul USS Enterprise trebuie să lupte împotriva conspiratorilor nevăzuți care au o agendă militaristă. 
Cel de-al șaselea film al seriei de filme a fost inițial planificat ca un prequel al serialului TV original, cu actori mai tineri care să portretizeze echipajul Enterprise în timp ce urmează cursurile Academiei Flotei Stelare, dar ideea a fost respinsă din cauza reacției negative a distribuției originale și a fanilor. Confruntându-se cu producerea unui nou film la timp pentru cea de-a 25-a aniversare a francizei Star Trek, Nicholas Meyer, regizorul Star Trek II: Furia lui Khan, și Denny Martin Flinn au scris un scenariu bazat pe o sugestie a lui Leonard Nimoy despre ce s-ar întâmpla dacă „Zidul va ajunge în spațiul cosmic”, cu referire la  evenimentele contemporane ale Războiul Rece.
Filmările principale au avut loc între aprilie și septembrie 1991. Bugetul de producție a fost mai mic decât se anticipase din cauza dezamăgirii critice și comerciale a filmului Star Trek V: Ultima frontieră. Din cauza lipsei de spațiu la Paramount, multe scene au fost filmate în jurul Hollywoodului. Meyer și cinematograful Hiro Narita au urmărit să obțină o atmosferă  mai întunecată și mai dramatică, schimbând subtil decorurile utilizate inițial pentru serialul de televiziune Star Trek: Generația următoare . Producătorul Steven-Charles Jaffe a condus o a doua echipă care a filmat pe un ghețar din Alaska pentru scenele cu un gulag klingonian. Cliff Eidelman a produs coloană sonoră a filmului, care este intenționat mai întunecată decât cele anterioare produse pentru Star Trek.
Filmul a fost lansat în America de Nord în data de 6 decembrie 1991. Tărâmul nedescoperit a avut recenzii pozitive, publicațiile lăudând interpretarea actoricească și referințele glumețe ale filmului. Filmul a avut încasări mari la box-office. Este primul film Star Trek cu cele mai mari încasări în weekend-ul premierei înainte de a câștiga o sumă totală de 96.888.996 $ în întreaga lume. Filmul a câștigat două nominalizări la premiile Oscar, pentru Cel mai bun machiaj și cele mai bune efecte sonore și este singurul film Star Trek care a câștigat Premiul Saturn pentru cel mai bun film științifico-fantastic. O ediție specială pe DVD a filmului a fost lansată în 2004, la care Meyer a făcut mici modificări. Creatorul Star Trek, Gene Roddenberry, a murit cu puțin timp înainte de premiera filmului, la doar câteva zile după ce a vizionat filmul.

## Povestea

USS Excelsior este lovită de o undă de șoc produsă de explozia lunii klingoniene Praxis.

Nava spațială USS Excelsior, condusă de căpitanul Hikaru Sulu, este lovită de o undă de șoc și descoperă că Praxis, o lună klingoniană, a fost distrusă. Pierderea lunii Praxis și distrugerea în 50 de ani a stratului de ozon al planetei de origine a klingonienilor aduce Imperiul în haos. Nemaifiind capabil să mențină o bază ostilă, Imperiul Klingonian este nevoit să cadă la pace cu inamicul său de lungă durată, Federația Unită a Planetelor. Acceptând propunerea înainte ca klingonienii să încerce o abordare mai beligerantă și să moară în luptă, Flota Stelară trimite USS Enterprise-A să se întâlnească cu Cancelarul klingonian, Gorkon, și să-l escorteze la negocieri pe Pământ. Căpitanul James T. Kirk, al cărui fiu David a fost ucis de klingonieni, se opune negocierilor și respinge misiunea.
Enterprise și nava de luptă a lui Gorkon se întâlnesc și continuă călătoria împreună spre Pământ. Între timp, ofițerii superiori de pe cele două nave iau loc împreună la o masă tensionată la bordul Enterprise. Mai târziu în acea noapte, Enterprise pare să lanseze torpile către nava klingoniană, dezactivându-i gravitația artificială. În timpul confuziei, două figuri neidentificate (purtând costume spațiale ale Flotei Spațiale și cizme magnetice) s-au teleportat la bordul navei klingoniene și l-au rănit pe Gorkon înainte de a scăpa. Kirk se predă pentru a evita conflictele armate și se teleportează la bordul navei klingoniene cu doctorul Leonard McCoy pentru a încerca să salveze viața lui Gorkon. Cancelarul moare, iar șeful de personal al lui Gorkon, generalul Chang, îi arestează și îi trimite la judecată pe Kirk și McCoy pentru asasinarea lui. Sunt găsiți vinovați și condamnați la închisoare pe viață în minele de dilithium de pe asteroidul înghețat Rura Penthe. Azetbur, fiica lui Gorkon, devine noul cancelar și continuă negocierile diplomatice; din motive de securitate, locul conferinței este schimbat și păstrat în secret. În timp ce câțiva ofițeri superiori ai Flotei vor să-i salveze pe Kirk și McCoy, președintele Federației refuză să riște  un război pe scară largă. Azetbur refuză, de asemenea, să invadeze spațiul Federației.
Kirk și McCoy ajung la minele de pe asteroidul Rura Penthe și se împrietenesc cu Martia, o ființă care își poate schimba forma. Aceasta le arată o cale de evadare; în realitate, este o capcană pentru a face ca decesele lor aranjate să pară accidentale. După ce Kirk își dă seama de această trădare, Martia se transformă într-o dublură a lui Kirk și se luptă cu el, dar este ucis de gardienii închisorii care vor să scape de toți martorii. Înainte de a fi uciși de gardieni, Kirk și McCoy sunt teleportați la bordul Enterprise de căpitanul Spock, care a preluat conducerea și a întreprins o anchetă în absența lui Kirk. Determinând că nava Enterprise nu a tras cu torpile, dar că asasinii sunt încă la bord, echipajul a început să-i caute după cizmele magnetice (pentru gravitație zero) și după urme de sânge klingonian de pe uniforme. Cei doi asasini sunt găsiți morți, dar Kirk și Spock îl păcălesc pe complicele lor să creadă că sunt încă în viață. Este dezvăluit că totul a fost pus la cale de protejata lui Spock, vulcaniana Valeris. Pentru a descoperi identitatea conspiratorilor, Spock își contopește mintea cu a ei și află că un grup de ofițeri ai Federației, klingonieni și romulani au planificat să saboteze conferința de pace. Torpilele care au lovit crucișătorul lui Gorkon au fost trase de o navă prototip a lui Chang, o Pasăre de Pradă care poate trage în timp ce invizibilitatea este activată.
Enterprise și Excelsior se îndreaptă spre planeta unde are loc conferința de pace. Nava lui Chang îi atacă și provoacă daune grele ambelor nave. La sugestia lui Uhura, Spock și McCoy modifică o torpilă pentru a urmări emisiile de gaze ale navei lui Chang. Impactul torpilei dezvăluie locul Păsării de Pradă, iar Enterprise și Excelsior distrug nava cu un val de torpile. Echipajele ambelor nave se îndreaptă spre conferință și opresc o încercare de asasinare a președintelui Federației. După ce a salvat conferința de pace, Enterprise este trimisă înapoi spre Pământ de către Comandamentul Flotei Stelare pentru a fi dezafectată, dar Kirk comandă un curs stabilit către a doua stea din dreapta și mențineți cursul drept până dimineața. În timp ce nava se află în croazieră către o stea din apropiere, Kirk înregistrează în jurnalul său că, deși această misiune este ultimul zbor al lui Enterprise sub comanda sa, alții vor continua să meargă cu îndrăzneală acolo unde nici un om, nimeni, nu a mai fost până atunci.

## Distribuție
- William Shatner - cpt. James T. Kirk
- Leonard Nimoy - Spock
- DeForest Kelley - Leonard McCoy[22]
- James Doohan - Montgomery Scott
- Walter Koenig - Pavel Chekov
- Nichelle Nichols - Uhura[23][24]
- Kim Cattrall - Valeris, vulcaniană
- Christopher Plummer -  generalul Chang (klingonian)
- David Warner - Cancelarul Gorkon (klingonian)
- Rosanna DeSoto - Azetbur, fiica lui Gorkon, cancelar după moartea lui Gorkon (klingoniană) [25][26]
- Iman - Martia, ființa care își schimbă forma din închisoarea de pe Rura Penthe[27]
- Brock Peters - amiralul Cartwright [28]